# Mihály Rusovszky
Mihály Rusovszky (1894, data de morte desconhecida) foi um ciclista húngaro que competiu no ciclismo nos Jogos Olímpicos de Verão de 1924, representando a Hungria.